# District de Xuanwu (Pékin)
Pour les articles homonymes, voir Xuanwu.
Le district de Xuanwu (chinois : 宣武区 ; pinyin : Xuānwǔ qū) est une ancienne subdivision de la municipalité de Pékin en Chine.
Situé dans le centre de la ville de Pékin, c'était jusqu'à présent un quartier principalement populaire, où l'on trouvait de nombreuses ruelles ou hutongs caractéristiques de Pékin, que les travaux liés aux Jeux olympiques d'été de 2008 font peu à peu disparaître au profit d'immeubles modernes.
Il a fusionné avec le district de Xicheng en 2010.